# マーキー・マーク&ザ・ファンキー・バンチ
マーキー・マーク&ザ・ファンキー・バンチ（Marky Mark and the Funky Bunch）は、アメリカのヒップホップ・グループである。

## メンバー
- マーキー・マーク（マーク・ウォールバーグ）
- DJ-T (Terry Yancey)
- アシェイ・エース(Anthony "Ace" Thomas)
- Hector the Booty Inspecto（ヘクター・バロス）
- スコッティ・ジー (Scott Ross)

## ディスコグラフィ

### スタジオ・アルバム
- 『ミュージック・フォー・ザ・ピープル』 - Music for the People (1991年、Interscope)
- 『ユー・ガッタ・ビリーヴ』 - You Gotta Believe (1992年、Interscope)

### シングル
- 「グッド・ヴァイブレーションズ」 - "Good Vibrations" (1991年) ※featuring ロリータ・ハラウェイ。全米1位
- "Wildside" (1991年)
- 「アイ・ニード・マニー」 - "I Need Money" (1992年)
- 「ユー・ガッタ・ビリーヴ」 - "You Gotta Believe" (1992年)
- "Gonna Have a Good Time" (1992年)